# Ulf Risse

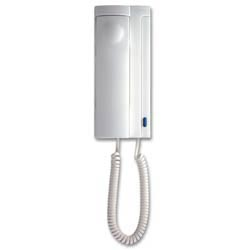
Telefón de porter automàtic

Ulf Risse (Hamburg, Alemanya, 1937-2018) fou un dissenyador industrial i mestre joier. Va estudiar a l'Escola Superior de Disseny de Schwäbisch Gmünd (Alemanya), on posteriorment impartiria classes. Va col·laborar en un projecte experimental d'habitatges per a les Nacions Unides a Perú. Ha treballat per a empreses com Bosch, Neff, Osram o AEG a Alemanya i per a Roca Radiadores, Soler & Palau, Sigma o Mobilplast a l'Estat Espanyol. Va obtenir el Premi Nacional de disseny i el de joieria, ambdós a Alemanya. Ha treballat al departament de disseny de producte de l'empresa 8E0 SA per després passar a ser el responsable del grup de disseny DI Diseño Industrial a Barcelona. Els seus productes han estat seleccionats per a la Gute-Industrie Form de Hannover i el Landesgewerbeat de Stuttgart. Entre els seus dissenys a Espanya es pot destacar el condicionador d'aire Ariagel (1987), diversos porters automàtics per a l'empresa Golmar Sistemas de Comunicación o la planxa Futura (1994), realitzada amb la col·laboració de l'equip tècnic de l'empresa Soler & Palau.

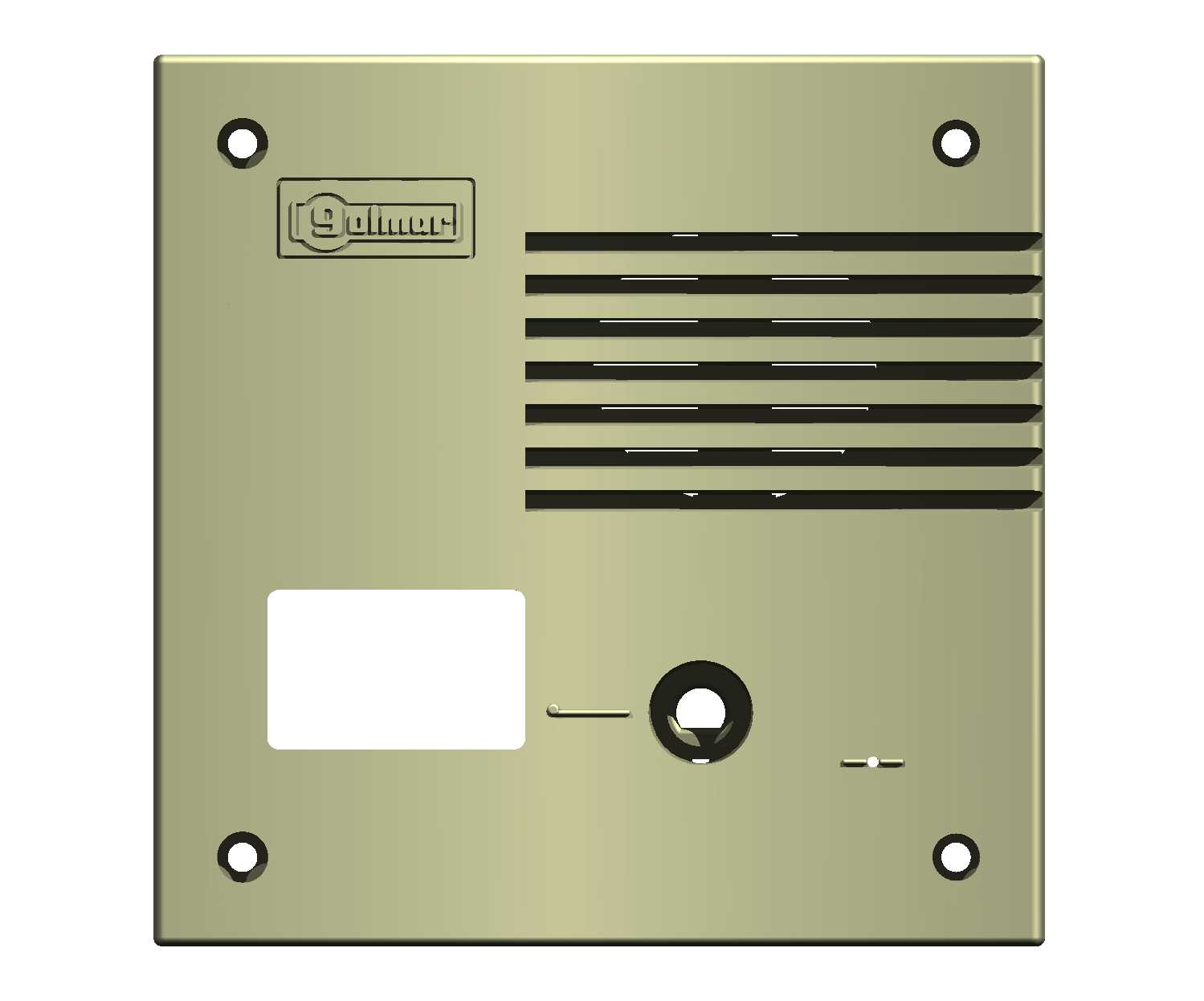
Placa de porter per xalet individual

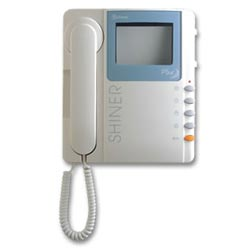
Monitor de videoporter